# Anton Maria Narducci
Anton Maria Narducci (Perugia, 1585 circa – ...) è stato un poeta e giurista italiano.

## Biografia
Nacque verosimilmente intorno al 1585, se fu allievo del latinista Marco Antonio Bonciari (1555-1616), che tenne cattedra in Perugia a partire dal 1593, e se nel 1605-1606 si dedicava agli studi giuridici. Esercitò la professione di giurista a Perugia e successivamente a Macerata. Fu poi a Pavia.
Nove suoi sonetti risultano già stampati nel 1623, all'interno della Raccolta di sonetto di autori diversi ed eccellenti della nostra età pubblicata a Ravenna da Giacomo Guaccimani per i tipi di Pietro De' Paoli e Giovan Battista Giovannelli. Un altro volume miscellaneo, i Capricci poetici di diversi autori perugini ascritti all'augustissima Accademia degl'Insensati editi da Francesco degli Oddi a Roma per i torchi del Costantini nel 1698, quando il poeta doveva essere ormai defunto, comprende una ventina di sonetti del Narducci. I Capricci poetici certificano, peraltro, le origini perugine del Narducci e informano della sua appartenenza all'Accademia degli Insensati, fondata in Perugia nel 1561.  
Ignoti rimangono il luogo e la data della morte.

## Opere
Di Anton Maria Narducci è giunto fino a noi solo un piccolo drappello di poesie, sparse in antologie miscellanee dell'epoca e in testi di altri autori. Oltre ai sonetti inclusi nella Raccolta del Guaccimani e nei Capricci poetici, si possono ricordare la canzone nardiniana contenuta nei Due paradossi d'Amore di Francesco Dolci (Perugia 1612) e il sonetto a compreso nell'edizione romana (1626) delle Poesie di Marcello Giovanetti.
In molti dei versi narducciani la lievitazione metaforica barocca perviene a esiti talmente parossistici da insinuare nel lettore il sospetto di un marinismo caricaturale, e dunque di una concreta professione di antimarinismo. La critica, tuttavia, ha ben chiarito come l'apparente slancio parodico del Narducci sia da intendersi come un'"estrema punta polemica nei confronti di quella poetica del petrarchismo preoccupatissima di selezionare gli aspetti della realtà in funzione di una visione tutta fatta di ideale bellezza". Si tratta quindi di un'inversione del canone petrarchista, per la quale, come ampiamente mostrato dal Marino, si può poetare del brutto non meno che del bello, purché sia assicurato lo stupore, la meraviglia. Il Narducci è stato perciò incluso a pieno titolo tra gli esponenti della maniera marinista nelle più importanti antologie moderne dedicate a Marino e ai suoi seguaci. Né è stato ritenuto necessario invocare nel caso del Narducci quell'involontario "marinismo degli antimarinisti" che si è invece voluto ascrivere a personalità come Tommaso Stigliani. A fugare ogni eventuale dubbio sull'osservanza marinista del Narducci, basterà, ad ogni modo, ricordare la corrispondenza di poetici sensi attestata dal già menzionato sonetto d'elogio che egli indirizza a un fervente seguace del Marino come Marcello Giovanetti, e dall'altrettanto cortese sonetto con cui Giovanetti gli risponde.
Una delle più famose poesie di Anton Maria Narducci è il sonetto Sembran fère d'avorio in bosco d'oro, dove le "fere" sono pidocchi e il "bosco" sono i capelli di una bella donna. Il componimento si colloca nel nutritissimo filone delle variazioni sul tema della "bella donna" escogitate dai poeti barocchi all'insegna dell'ingegnoso e dell'inusitato, spesso non senza una punta di compiaciuta autoironia. Proprio questo sonetto sarà oggetto di beffarda irrisione - questa, sì, antimarinista - da parte di Salvator Rosa.

## Un testo esemplificativo

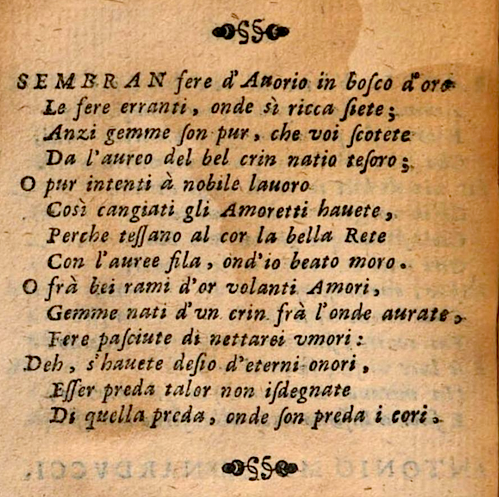
Il celebre sonetto di Anton Maria Narducci sulla "bella pidocchiosa" come appare nella Raccolta del Guaccimani (1623)

Sembran fere d’avorio in bosco d’oro
le fere erranti onde sì ricca siete;
anzi, gemme son pur, che voi scotete
da l’aureo del bel crin natio tesoro;
o pur, intenti a nobile lavoro,
così cangiati gli Amoretti avete,
perché tessano al cor la bella rete
con l'auree fila ond’io beato moro.
O fra bei rami d’or volanti Amori,
gemme nate d’un crin fra l’onde aurate,
fere pasciute di nettarei umori;
deh, s’avete desio d’eterni onori,
esser preda talor non isdegnate
di quella preda onde son preda i cori!
(Anton Maria Narducci, Bella pidocchiosa)